# Bílina (stad)
Bílina (Duits: Bilin) is een Tsjechische stad in de regio Ústí nad Labem, en maakt deel uit van het district Teplice.
Bílina telt 15 714 inwoners.
Bílina was tot 1945 een plaats met een overwegend Duitstalige bevolking. Na de Tweede Wereldoorlog werd de Duitstalige bevolking verdreven.

## Naam
De stad is vernoemd naar de rivier die erdoorheen stroomt en die een witte kleur had. In historische bronnen verschijnt de naam in de vormen: Belinensis (993, 1043), de Belina (1057), Wbelsce (rond 1088), Beline (1130), de Belsk (1169), Belinam (1290), in Bielina (1303), de Bielini (1410), van Bieliny (1413), op Bielina (1414), 'in castro Bielina' (1468), van Bílina (1535), op Bílina (1544), 'gemeente van de stad Bílina' (1615) en Bilin of Bylina (1787).

## Historie
De geschiedenis van de stad Bílina is fascinerend en diep geworteld in de Tsjechische geschiedenis. De eerste geregistreerde bewoners waren de Přemysliden, die hier aan het einde van de 10e eeuw een administratief fort bouwden. Dit fort, bekend als Bílina, vormde de basis voor de toekomstige stad. Hoewel er weinig over is van het fort zelf, zijn de terreinrelicten nog steeds zichtbaar in de kasteeltuin die boven de stad ligt en bieden ze een prachtig uitzicht op het omliggende landschap.
De eerste schriftelijke vermelding van Bílina dateert uit 993, toen het werd genoemd in een pauselijke bul. Dit document diende als een belangrijke mijlpaal in de vroege geschiedenis van de stad en vertegenwoordigt een van de eerste schriftelijke bewijzen van het bestaan van Bílina.
Meer gedetailleerde informatie over de geschiedenis van Bílina is vastgelegd in de oudste Tsjechische kroniek, de Kosmas-kroniek. Dit belangrijke historische boek beschrijft onder andere ook een militair conflict tussen de Tsjechische prins Břetislav I en de Duitse koning Hendrik III, dat plaatsvond in de buurt van de stad. De Kosmas-kroniek biedt dus een uniek inzicht in de sleutelgebeurtenissen die de vroege geschiedenis van Bílina vormden.
Toen Ojíř van Fridberg halverwege de 13e eeuw aan het hoofd van de stad kwam te staan, liet hij een nieuw kasteel bouwen. Dit kasteel vormde de basis voor de ontwikkeling van het onderkasteel, waar ook de stad werd gesticht. De stad werd omringd door muren en had drie poorten. Dit gaf de inwoners bescherming en gaf de stad een solide basis voor toekomstige ontwikkeling.
Rond 1420 kwam de stad in het bezit van Albrecht van Koldice. Albrecht was een belangrijk figuur in zijn tijd, bekend om zijn anti-Hussitische houding. Zijn opvattingen wekten echter de vijandschap van de Hussieten, die onder leiding van Jakoubek van Vřesovice Bílina belegerden en veroverden. In 1436 werd de stad teruggegeven aan de familie Koldice.
Bílina was ook een stad waar lange tijd wijnstokken werden verbouwd. Dit wijnbouwerfgoed is zichtbaar in het huidige Žižkov-dal, voorheen bekend als Čistecké údolí. Dit gebied, dat zich boven de huidige sport- en zwemhal bevindt, was de ideale plek om wijnstokken te verbouwen. De toegang tot het Čistecké-dal werd verzekerd door een poort die in de stadsmuur was geslagen.
Vanaf 1502 was Bílina eigendom van de belangrijke Tsjechische adellijke familie Lobkowicz. Deze familie speelde een belangrijke rol in de geschiedenis van Bílina, en na de val van het communistische regime werd het kasteel in 1989 aan hen teruggegeven als onderdeel van de restituties.
Bílina ging ook door de periode van de Dertigjarige Oorlog, een turbulente tijd vol veranderingen en uitdagingen. Tijdens de re-katholisering vluchtten enkele protestanten uit het Bílina-domein naar omliggende dorpen zoals Gottgetreu, Fürstenau en Fürstenwalde. Niet ver van Fürstenwalde stichtten deze ballingen een kolonie, nog een bewijs van de culturele en religieuze diversiteit in de geschiedenis van Bílina.

## Geboren
- Hans Watzek (1848-1903), fotograaf
- Josef Liehmann (1796-1858), componist en kapelmeester

Bílina ·
Bořislav ·
Bystřany ·
Bžany ·
Dubí ·
Duchcov ·
Háj u Duchcova ·
Hostomice ·
Hrob ·
Hrobčice ·
Jeníkov ·
Kladruby ·
Kostomlaty pod Milešovkou ·
Košťany ·
Krupka ·
Lahošť ·
Ledvice ·
Lukov ·
Měrunice ·
Mikulov ·
Modlany ·
Moldava ·
Novosedlice ·
Ohníč ·
Osek ·
Proboštov ·
Rtyně nad Bílinou ·
Srbice ·
Světec ·
Teplice ·
Újezdeček ·
Zabrušany ·
Žalany ·
Žim